# Vestigium pedis

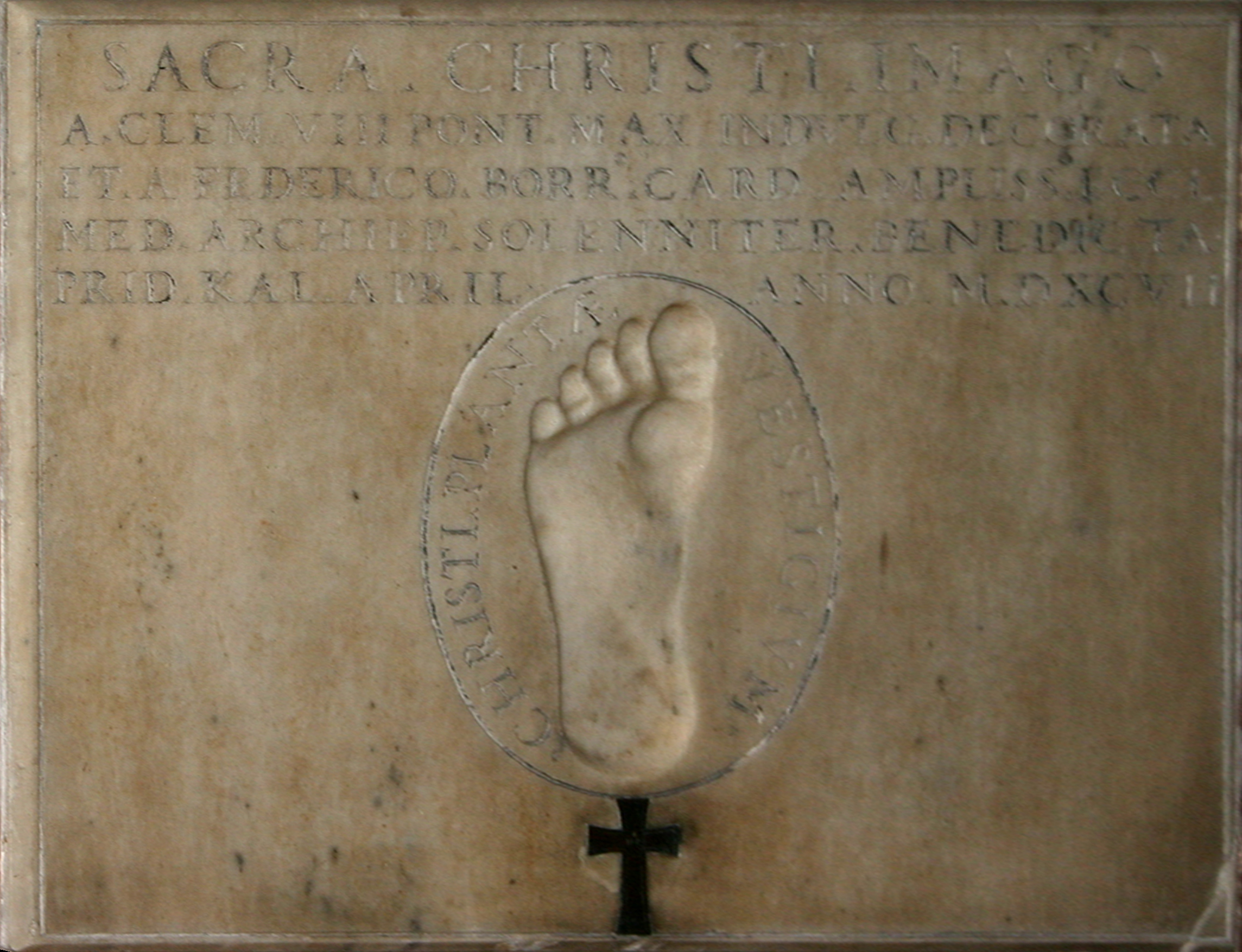
Empreinte supposée d'un pied de Jésus-Christ dans l'église San Tomaso in Terramara de Milan.

L'expression vestigium pedis est utilisée dans la doctrine chrétienne pour désigner la représentation de la trace laissée par les Prophètes ou les saints et qui constitue une relique. Elle est également utilisée chez des historiens, pour désigner les représentations de pieds dans l'iconographie spirituelle de différentes traditions.
Par extension, ce terme désigne différents types d'empreintes de pieds produites par les hommes préhistoriques et imprimées sur les rochers.
Les vestigium pedis désignent donc, d'une façon générale, les empreintes traditionnelles de pieds, telles qu'on peut les trouver dans l'iconographie chrétienne, ainsi qu'en Islam (empreintes des pieds du Prophète au musée Topkapi du Califat, à Istanbul), et surtout dans l'Hindouisme (symbolisme des paduka). Les vestigium pedis ont une signification symbolique puissante et complexe, et qui n'est pas toujours complètement élucidée.

## Géographie
Les représentations d'empreintes de pieds, ou vestigium pedis, se rencontrent dès la Préhistoire chez de très nombreux peuples anciens, telle la piste d'empreintes d'Hominidés sur le site de Laetoli en Tanzanie. On[Qui ?] pense néanmoins qu'elles sont plus particulièrement en relation avec les traditions des peuples pasteurs : dans les montagnes de l'Atlas marocain, les vestigium pedis sont fréquents et portent le nom de « pieds de berger », sans doute parce que les petits bergers maghrébins s'en amusent souvent, et on les trouve associés à d'autres symboles préhistoriques, notamment solaires.
En France et en Europe, les vestigium pedis se rencontrent très fréquemment aux abords des sites préhistoriques et, sous l'influence du Christianisme, les paysans les attribuent souvent à la Vierge ou à différents saints. Ils sont parfois en présence de pieds de chevaux et dans les environs du mont Sinaï, on trouve également des pieds de chameaux.

## Symbolisme

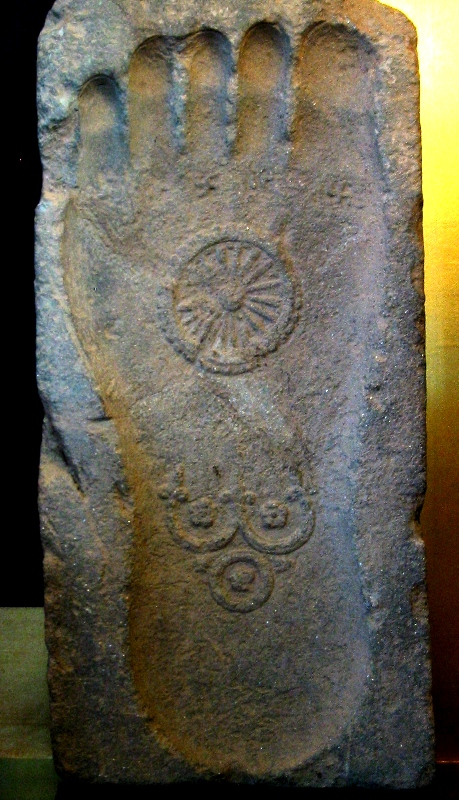
Empreinte de pied du Bouddha avec un Dharmachakra et les Trois Joyaux (Ier siècle, art du Gandhāra).

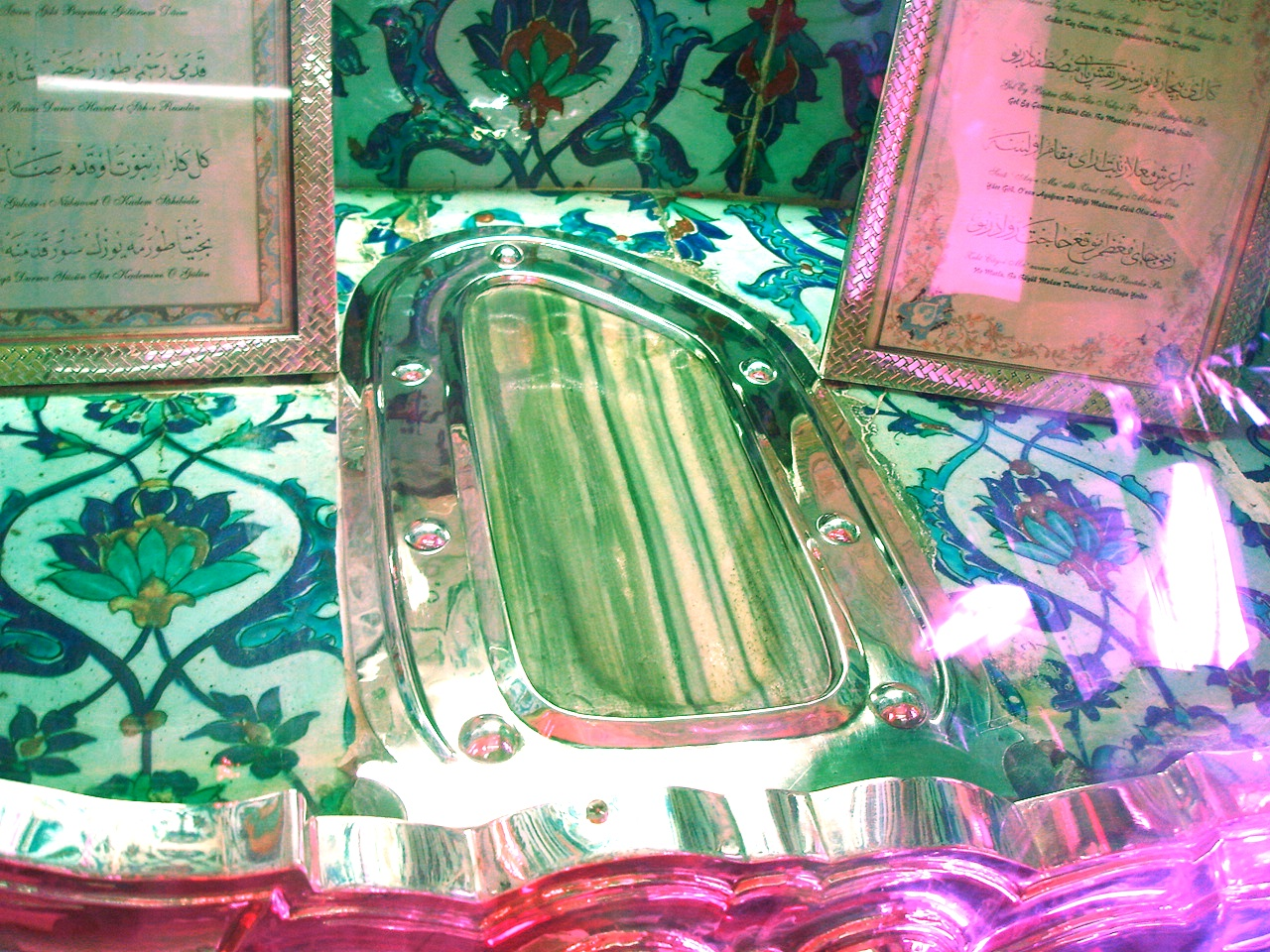
Vestigium pedis en Islam : empreinte d'un pied du Prophète conservée au musée Topkapi à Istanbul.

Le symbolisme des vestigium pedis est complexe et semble au moins en partie être en relation avec la notion de voie initiatique, selon le sens du mot sanscrit mârga : ainsi s'expliquerait, par exemple, son omniprésence en Inde, notamment près des sanctuaires contenant des reliques de saints. Une autre interprétation, connexe à celle-là, relie les vestigium pedis au symbolisme de la trace, laissée dans le monde humain par les états supra-humains. À propos de l'interprétation symbolique des vestigium pedis que l'on trouve sur les rochers, selon l'ésotérisme islamique, l'être qui est passé de l'autre côté du barzach serait en quelque sorte à l'opposé des êtres ordinaires :
« S'il marche sur le sable, il n'y laisse aucune trace ; s'il marche sur le rocher, ses pieds y laissent leur empreinte. S'il se tient au soleil, il ne projette pas d'ombre ; dans l'obscurité, une lumière émane de lui. »

## Inde, Islam, Christianisme

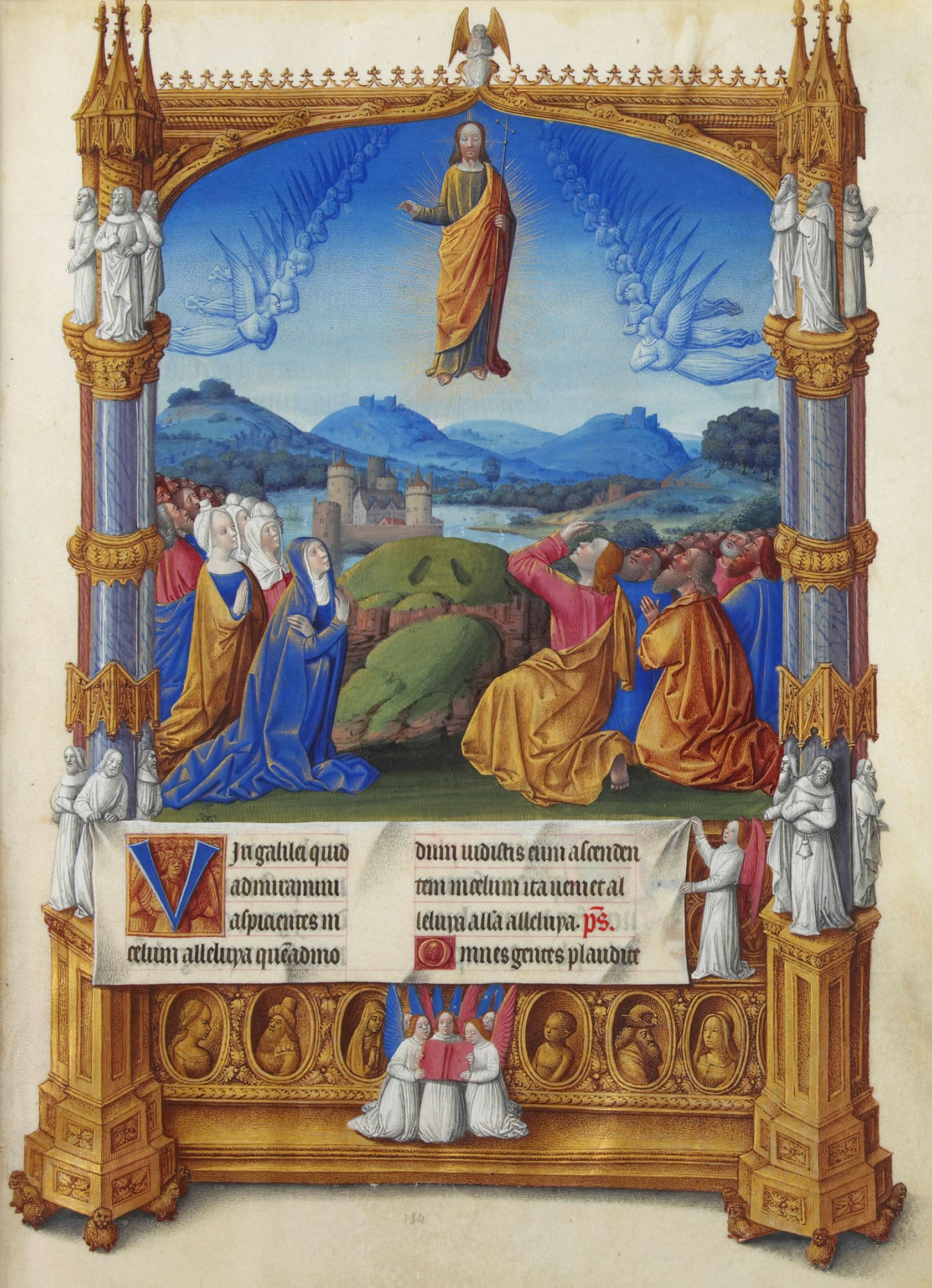
Image extraite des Très Riches Heures du duc de Berry. Les vestigium pedis apparaissent sous le Christ, sur la montagne.

En Islam, où les représentations corporelles sont en général proscrites, il existe cependant, au musée Topkapi du Califat, à Istanbul, une paire d'empreintes des pieds du Prophète, à côté d'autres reliques (dont ses deux arcs, ainsi qu'une prestigieuse collection des épées des Compagnons). La forme de ces empreintes est typique des vestigium pedis, et il y a là, très probablement, une relation avec la fonction de Maître spirituel du Prophète. Dans l'ésotérisme islamique, la marque des pieds a d'ailleurs la même portée que celle que l'on trouve en Inde, et elle se rattache au symbolisme général des vestigium pedis.
En Inde, les pieds du guru (et également les sandales qu'il porte) étant vénérés comme les membres par lesquels la grâce divine serait la plus susceptible de se transmettre au disciple, les vestigium pedis se trouvent à de très nombreux endroits, et notamment près des sanctuaires et reliques des grands saints.
Dans l'iconographie Chrétienne, on trouve des représentations de l'Ascension où, au-dessous du Christ s'élevant dans les airs, on voit l'empreinte de ses pieds sur la montagne. Des animaux portant la dépouille de personnages religieux, peuvent aussi, selon la légende, avoir laissé des empreintes, voir le Pas de la mule du Cardinal Pierre Gauvain.